# Berkanan
Pour les articles homonymes, voir Berko.
Cette page contient des caractères spéciaux ou non latins. S’ils s’affichent mal (▯, ?, etc.), consultez la page d’aide Unicode.
Berkanan (ou Berkana, Berkanō, alternativement Berkō) est la dix-huitième rune du Futhark et la deuxième de la dernière famille de huit qui est Tīwaz. Elle est précédée de Tīwaz et suivie de Ehwaz. Elle est nommée Beorc en anglo-saxon et Bjarken en vieux norrois. Dans toutes ces langues, elle signifie « bouleau ».
Le Codex Vindobonensis 795 donne un nom de lettre correspondant dans l’alphabet gotique sous la forme bercna, restitué en gotique comme bairkan (𐌁). *Berkanan (ou *berkana, *berkanō) est la forme reconstruite pour le proto-germanique à partir de cette correspondance ; une autre reconstruction du nom du bouleau est *berkō à partir du vieux saxon berka.
Cette rune notait à l'origine le son [b] ou [β].

## Poèmes runiques
Les trois poèmes runiques décrivent cette rune :
| Poème runique | Traduction en français |
| --- | --- |
| Vieux norvégien ᛒ Bjarkan er laufgrønstr líma; Loki bar flærða tíma.                                                                                           | Le bouleau est l’arbuste au plus vert feuillage ; Loki a bien réussi sa duperie. |
| Vieil islandais ᛒ Bjarkan er laufgat lim ok lítit tré ok ungsamligr viðr. abies buðlungr.                                                                      | Le bouleau est une brindille feuillue et un petit arbre et un arbuste jeune et frais. |
| Anglo-saxon ᛒ Beorc byþ bleda leas, bereþ efne swa ðeah tanas butan tudder, biþ on telgum wlitig, heah on helme hrysted fægere, geloden leafum, lyfte getenge. | Le peuplier est privé de fruits, mais sans graines il produit des surgeons, à défaut de rameaux fertiles. Ses branches sont splendides et bien décorée est son ample couronne touchant le ciel. |